# Mangkunegara II

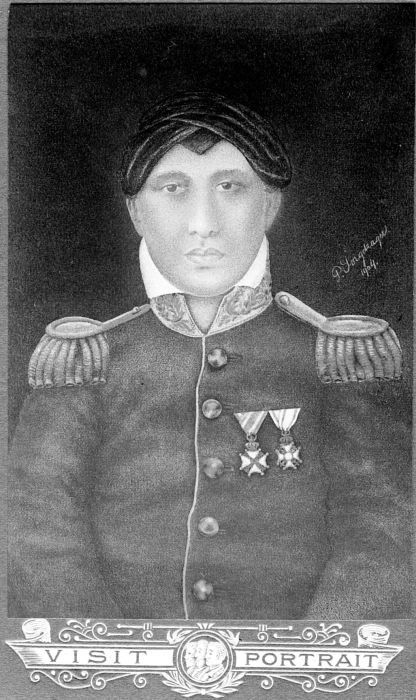
Mangkunegara II (collectie Wereldmuseum Amsterdam)

Mangkunegara II (ook: Mangkoenegara II) was de zelfregeerder van Mangkunegaran, een vorstenland op Java. De prins regeerde als vazal van de susuhunan van Soerakarta en de Nederlanders.
Mangkunegara II speelde een rol bij de ineenstorting van het Nederlands gezag op Java in 1811. Toen de Nederlandse generaal Janssens de troepen die hij op Midden-Java nog bijeen kon brengen in een sterke stelling boven Semarang verzamelde "wedijverden de Javaanse bondgenoten in verraad". Sommige troepenafdelingen behoefden zich zelfs niet meer over te geven, aangezien zij ze de wapens al weggeworpen hadden. Alleen prins Prangwadana (de latere Mangkunegara II) bleef de Nederlanders trouw. Janssens was verplicht onvoorwaardelijk te capituleren, daar hij, naar eigen verklaring, geen enkele soldaat meer over had. De capitulatie van Tuntang op 18 september 1811 maakte een definitief einde aan de Nederlandse overheersing van Java.
Mangkoenegara II regeerde van 1796 tot 1835.